# 回回館雜字
《回回館雜字》是明朝永乐年间“四夷馆”中的“回回馆”所编撰的《回回馆译语》的组成部分。主要收录元末明初西域伊斯兰教通行地区的常见波斯语词汇。

## 内容
“四夷馆本”《回回馆杂字》所共收 777条语汇，分为18门类。这18个门类和各门类所收语汇数为：
1. 天文门（40条）
2. 地理门（56条）
3. 时令门（41条）
4. 人物门（65条）
5. 人事门（98条）
6. 身体门(50条)
7. 宮室門(25條)
8. 鸟兽门(49条)
9. 花木门(42条)
10. 器用门(50条)
11. 衣服门(26条)
12. 饮食门(33条)
13. 珍宝门(18条)
14. 声色门(17条)
15. 文史门(17条)
16. 方隅门(24条)
17. 数目门(18条)
18. 通用门(108条)。

《四夷馆本》“增续杂字”的分类序号同上，各类所收补充词语条数如下：
1. 天文门(7条)
2. 地理门(14条)
3. 时令门(7条)
4. 人物门(8条)
5. 人事门(10条)
6. 身体门(9条)
7. 宫室门(6条)
8. 鸟兽门(12条)
9. 花木门(11条)
10. 器用门（11条）
11. 衣服门（9条）
12. 饮食门（6条）
13. 珍宝门（10条）
14. 声色门（無）
15. 文史门（無）
16. 方隅门（無）
17. 数目门（12条）
18. 通用门（101条）

“增续杂字”总共补充了233条词语，其中“通用门”就占了43%。

## 參閱
- 回回語
- 回回館譯語

## 外部鏈接
- Ido, Shinji. "Huihuiguan zazi: A New Persian glossary compiled in Ming China". Trends in Iranian and Persian Linguistics, edited by Alireza Korangy and Corey Miller, Berlin, Boston: De Gruyter Mouton, 2018, pp. 21-52.
- Ido, Shinji. 2015. "New Persian vowels transcribed in Ming China". Cahiers de Studia Iranica 57. Paris: Association pour l'Avancement des Études Iraniennes. 99-136.
- 民間回學愛好者制作的回回語引擎，含有《回回館雜字》的詞匯。 （页面存档备份，存于）
- 華夷譯語(五) - 回回館《回回館雜字》（波斯語）天文門。
- 華夷譯語(六) - 回回館《回回館雜字》（波斯語）天文門和地理門。